# Stephanie av Hohenzollern-Sigmaringen

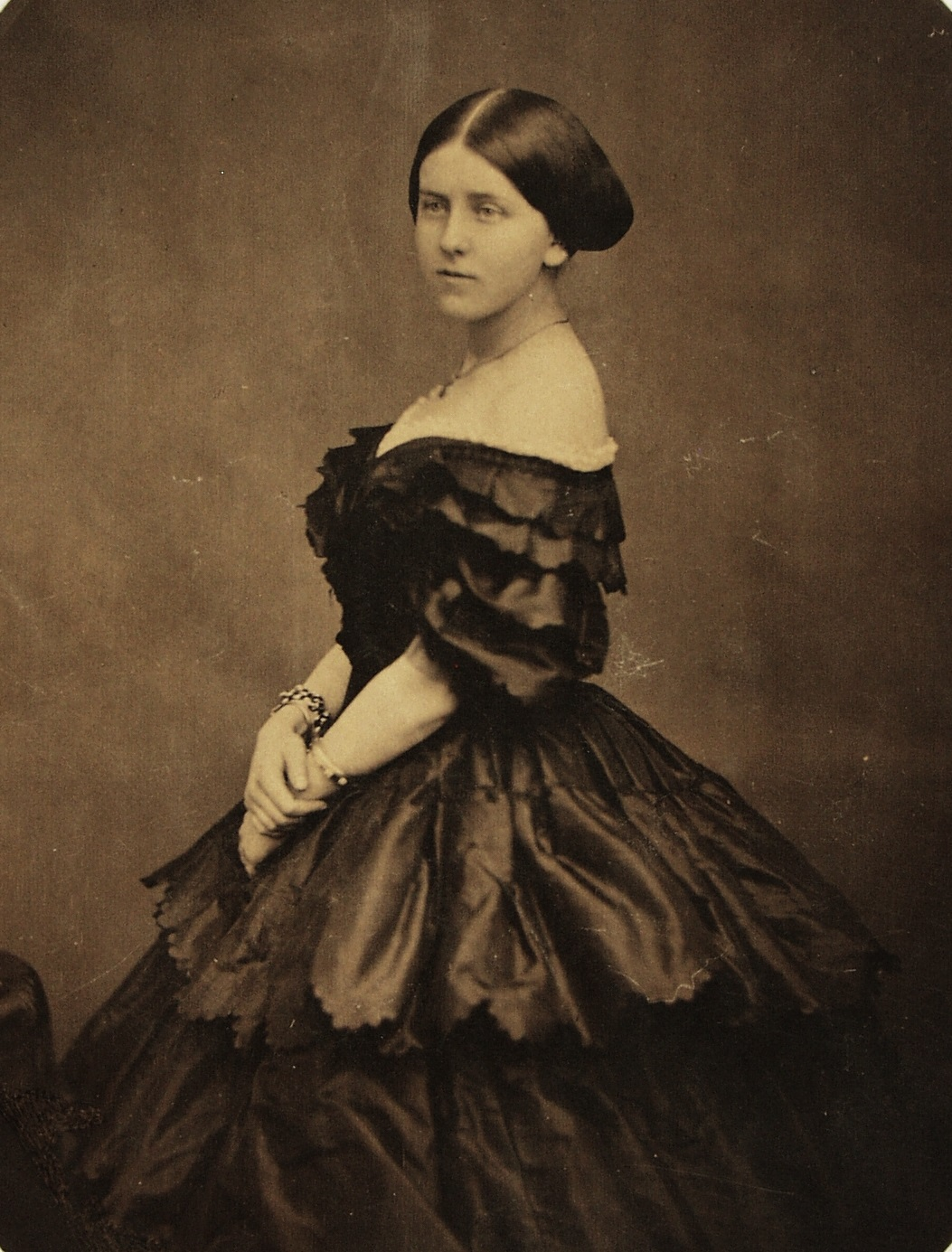
Stephanie av Hohenzollern-Sigmaringen

Stephanie av Hohenzollern-Sigmaringen, född 1837, död 1859, var drottning av Portugal, gift 1858 med Peter V av Portugal. 
Hon var dotter till Karl Anton av Hohenzollern-Sigmaringen och syster till kung Carol I av Rumänien. Stephanie mottogs med stor pompa i Portugal och skrev hem att portugiserna förstod lyx bättre än värdighet. Hon fick ett gott rykte i Portugal efter att ha grundat ett sjukhus. Hon avled barnlös i difteri knappt ett år efter giftermålet.